# San Felipe (Volk)

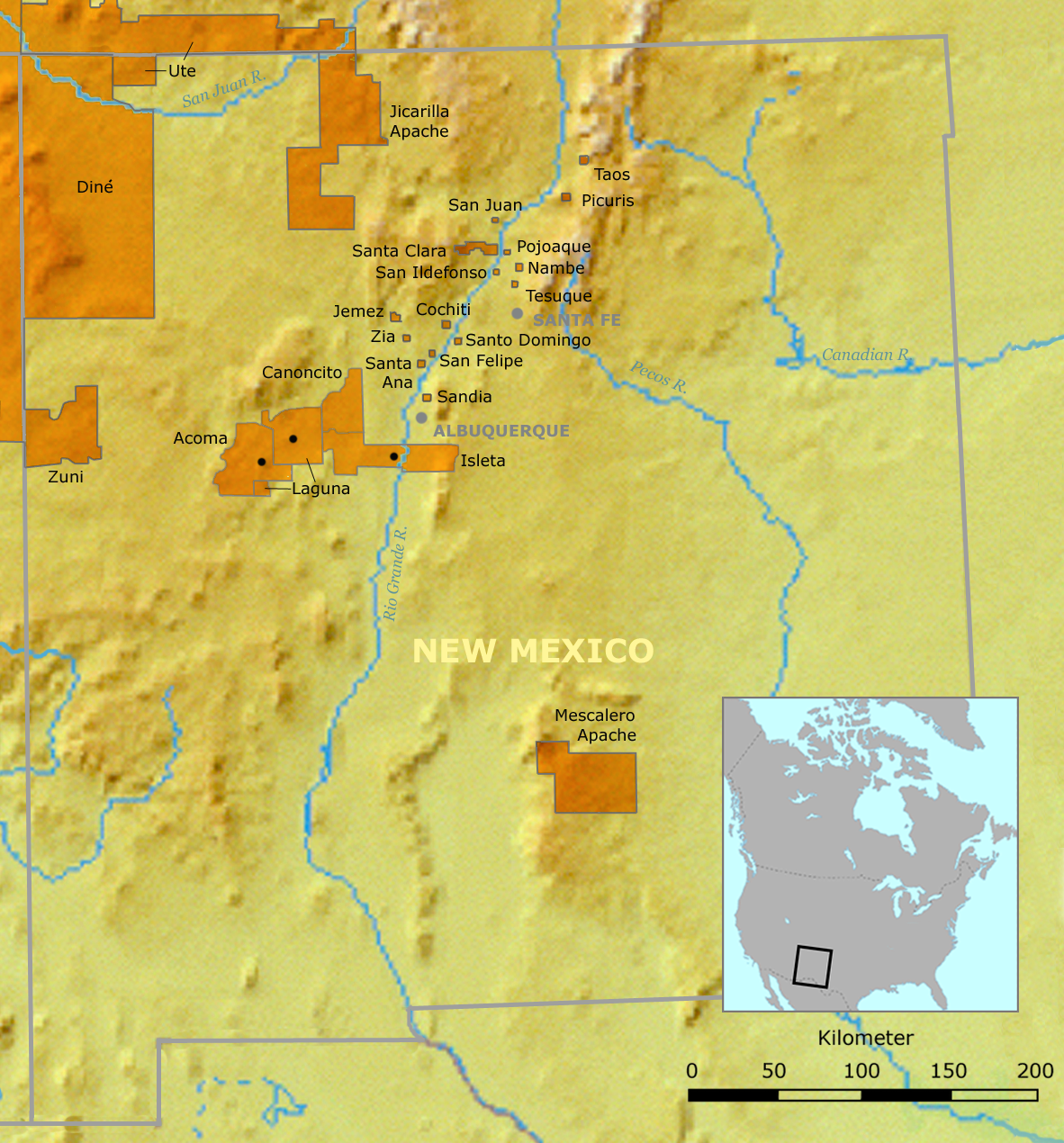
Lage des San-Felipe-Pueblos, benachbarter Pueblos und Reservate in New Mexico

Die San Felipe Pueblo oder Katishtya Pueblo zählen zur Pueblo-Kultur und sprechen Östliches Keres, das heute als Isolierte Sprache gilt. Der Name San Felipe leitet sich von der spanischen Bezeichnung für den Apostel Philippus ab, da die Spanier ihre Missionen nach Heiligen der katholischen Kirche benannten. Viele Missionen wiederum wurden zu Keimzellen neuer Pueblo-Gemeinschaften oder neben bestehenden Pueblos zur Missionierung der Indigenen errichtet. In den spanischen Archiven wird 1598 Katishtya Pueblo zuerst als Castixes, der spanischen Adaption des Eigennamens, erwähnt.
Der Pueblo liegt im Südwesten der USA, am Rio Grande in New Mexico, etwa 50 km südwestlich von Santa Fe.

## Geschichte
Der heutige Pueblo stammt aus dem frühen 16. Jahrhundert und ist das vierte Dorf mit dem Keres-Namen Katishtya. Der erste, etwas südlicher gelegene, Pueblo wurde vor der Ankunft der Spanier verlassen. Der zweite hieß San Felipe by Castano de Sosa und lag 1591 am Ostufer des Rio Grande am Fuße der Tamita Mesa. Hier wurde im frühen 17. Jahrhundert eine Mission errichtet und bis zum Pueblo-Aufstand von 1680 betrieben, als die Bewohner die Kirche zerstörten und ihren Pueblo verließen. Aus Furcht vor spanischen Repressionen sammelten sich die San Felipe mit anderen Flüchtlingen in Cieneguilla, einem befestigten Ort nördlich von Cochiti.
Im Jahre 1693 überredete General Diego de Vargas die Bewohner von San Felipe, ihre Festung zu verlassen. Darauf erbaute man das dritte Dorf namens Katishtya in einer geschützten Lage auf der Höhe einer Mesa westlich des Rio Grande. San Felipe blieb danach den Spaniern ergeben und schickte ihnen Krieger zu Hilfe, um andere Pueblostämme zu unterwerfen. Dieses Dorf wurde um 1700 verlassen und man errichtete den heutigen Pueblo am Fuß der Mesa. Die Kirche stammt aus dem Jahre 1706.

## Lebensweise und Kultur
San Felipe teilt mit Santo Domingo den Ruf, ein sehr konservativer Pueblo zu sein. Ein Kazike ist der religiöse Führer des Dorfes und ernennt alle weltlichen Offiziellen und alle Ratsmitglieder. Diese Regierungsform verhindert Wahlen und grenzt die Teilnahme junger Mitglieder bei inneren Angelegenheiten aus. Die Zahl junger Menschen, die das Pueblo zur Arbeitssuche verlassen, ist in den vergangenen Jahren ständig gewachsen. Die Farmarbeit hat sowohl an Wichtigkeit als auch an wirtschaftlichem Interesse verloren, könnte aber wieder zunehmen, wenn die vorliegenden Pläne für Land und Bewässerung ausgeführt werden.
San Felipe war unter den Rio Grande Pueblos immer bekannt für seine zeremoniellen Tänze und in den letzten Jahren sind eine Anzahl alter Rituale wieder eingeführt worden. Außer einem wenig erfolgreichen Versuch, die Töpferei wiederzubeleben, werden in diesem Dorf kommerziell keine handwerklichen Waren produziert. Im Jahr 2000 gab es 2.606 Bewohner in dem rund 198 km² großen Reservat, davon 1.350 mit ständigem Wohnsitz dort.